# Henry Dafel
Henry Dafel, född 8 januari 1889 i Pretoria, död 21 augusti 1947 i Darling Point i Australien, var en sydafrikansk friidrottare.
Dafel blev olympisk silvermedaljör på 4 x 400 meter vid sommarspelen 1920 i Antwerpen.